# Ménon
Pour les articles homonymes, voir Menon.
Le Ménon est un dialogue de Platon, dans lequel Ménon et Socrate essaient de trouver la définition de la vertu, sa nature, afin de savoir si elle s’enseigne ou non, et sinon, de quelle façon elle est obtenue. Dans un premier temps, la question examinée est donc celle de l’essence de l’excellence. Néanmoins, après plusieurs vaines tentatives de réponse, Socrate et Ménon examinent une question plus générale de savoir si la connaissance de la vertu est possible, et comment elle l'est. L’interrogation sur la vertu se poursuit dans un troisième temps, avec l’examen de la question posée initialement par Ménon, celle de l’enseignement de la vertu. 

## Contexte

### Personnages
- Socrate
- Anytos
- Ménon : aristocrate, noble de Thessalie originaire de Pharsale[1] : homme de haras, mercenaire des Perses, élève sophiste, admirateur et ami du rhéteur Gorgias.
- Un esclave de Ménon, qu’il fait venir à la demande de Socrate.

### Date dramatique
Selon Émile Chambry, l'action du Ménon devrait être replacée autour de 402 av. J.-C., puisque Ménon quitta Athènes en 401 av. J.-C., et qu'Anytos n'est rentré à Athènes avec Thrasybule qu'en 403 av. J.-C..

## Contenu du dialogue

### L’essence de l’excellence
L’excellence est la capacité de commander aux hommes. La première question du dialogue exprime son programme. Quant à savoir si la vertu s’enseigne ou s’il faut s’y exercer ou si elle est naturelle, Socrate ne peut répondre à la question parce qu’il ne sait pas ce qu’est la vertu. Ménon affirme qu’il « existe une multitude d’excellences » et qu’on n’est donc pas embarrassé pour définir l’excellence .
Socrate n’est pas satisfait parce qu’il veut non pas connaître toutes les vertus qu’il y a, mais leur « forme caractéristique identique chez toutes sans exception, qui fait d'elles des vertus ». L’excellence en tant qu’elle est l’excellence ne change pas suivant qu’elle est chez l’enfant, la femme ou le vieillard. Ménon en doute, et comprend mal la question de Socrate ; il donne l’extension du concept d’excellence, alors qu’on cherche son intension (compréhension). Il semble pourtant que quel que soit le cas, il faut que l’individu bon soit juste et tempérant. Ainsi, « tous les êtres humains, qui sont des êtres bons, le sont donc de la même façon, puisque c'est grâce à des qualités identiques qu’ils deviennent bons. ». Il semble alors que leur excellence soit la même excellence.
L’excellence est la capacité de commander aux hommes - cette définition de Ménon est réfutée, car à coup sûr la vertu de l’esclave ne saurait être la capacité de commander, mais surtout, il faudrait rajouter « avec justice et sans injustice » à la définition de Ménon, car la justice est vertu, ; ce qui rend le commandement vertueux, c’est une qualité supplémentaire, en l’occurrence la justice, or la justice est-elle une vertu ou participe-t-elle de la vertu ou est-elle la vertu. La justice n’est pas la seule vertu, il en existe d’autres : le courage, la tempérance, le savoir, la magnificence, entre autres. On ne saurait définir la vertu en se servant d’une vertu particulière. Il faut trouver la chose qui fait que chacune de ces vertus soit vertu. Il faut trouver ce que c’est que la vertu : « la nature identique présente dans tous ces cas particuliers ».

### Modèles de définition
Depuis le début de recherche de définition de l’excellence, Ménon et Socrate échouent à définir ce qu’est l’excellence, parce que leur définition revient systématiquement à celle d’une partie de l’excellence ; ce qui fait partie d’un tout n’est pas ce tout, et ne le définit pas. Pour éviter la pluralité, qui n'a jusqu’ici saisi ni l’enjeu de la discussion ni son objet, Socrate propose une démarche à Ménon, qui est de penser d’après le système du philosophe Empédocle, dont Ménon est coutumier, afin d’en venir à définir l’excellence en tant qu’excellence, et non en tant que partie d’elle-même. 
Selon Empédocle, les choses sont sujettes à des écoulements, émettent des effluves, et en guise d'entraînement à ce type de définition, Socrate propose une définition de la « figure » : la seule chose qui s’accompagne toujours de couleur.
Cette définition donne une marque distinctive de la figure, non son essence. Ménon dit à Socrate que l’on peut reprocher à cette définition d’être tributaire de la définition de la couleur. Il faut donc la définir. Socrate propose une autre définition de la figure : la figure est la limite du solide, c’est-à-dire l’intersection du solide en question avec un plan. Se demandant si cette définition ne s’applique pas plutôt à la surface, Socrate a recours à une physiologie de la perception qu’il attribue à Empédocle : les êtres émettent des effluves. Or ces effluves s’adaptent à certains pores et non à d’autres, et  une couleur est donc « un effluve de figures, proportionné à l’organe de la vue [aux pores dont découle la vue, selon Empédocle] et donc sensible. » À nouveau, on a plutôt une marque distinctive, parce que si la limite du solide donne une figure, elle ne donne pas toutes les figures.

Définition de la couleur : un écoulement de figures, correspondant à la vue et sensible. Cette définition est cette fois trop générale. Elle pourrait être une définition de l’ensemble des phénomènes perceptifs. Bien que ce soit celle qui s’approche le plus de l’essence, elle ne donne à nouveau qu'une caractérisation. De là à dire que la question « qu'est-ce que l’excellence » ne demande qu’une caractérisation de celle-ci, dans la pratique, Platon ne semble pas distinguer les deux formes d'identification. Il demande l’essence et se contente de la marque distinctive (c’est-à-dire un critère me permettant de dire qu'une chose est ou n'est pas). En tout cas, les deux sont chacun suffisants, conviennent pour la mise en évidence d'un élément commun à une multitude.

### Deuxième définition de l’excellence
Ménon doit, comme il s'y est engagé, définir l’excellence en général, et propose le désir des belles choses et le pouvoir de se les procurer. Les « belles choses » doivent ici se comprendre comme les « bonnes choses », qui désignent souvent les choses avantageuses, utiles. Ménon présuppose donc que l'on peut désirer aussi le mal, puisque l'on peut désirer le bien. Or Socrate refuse de tenir pour vraie cette affirmation : personne ne désire le mal en sachant que c'est un mal, parce que le mal rend misérable et malheureux. Les personnes qui désirent le mal croient que le mal qu’ils désirent est un bien. On ne désire donc jamais que le bien. 
Ménon acquiesce, et sa définition est à reformuler : le fait de vouloir un bien « est à la portée de tout le monde, et ce n'est vraiment pas par là qu'un homme sera meilleur qu'un autre ». Il reste tout de même de la définition de Ménon que l’excellence est la puissance de se procurer les biens.
Les biens dont parle Ménon sont des biens extérieurs : richesse monétaire, honneurs. Mais si l’excellence est le pouvoir de se les procurer, est-ce le cas avec n'importe quel moyen de se les procurer, ou doit-on ajouter « avec justice et piété » ? Si fait, car le contraire n'est pas vertu mais vice.
L’excellence est l’acte accompli avec justice. 
Mais cette réponse ne convient pas : elle revient à dire que l’excellence est « toute action quand elle est accomplie avec une partie de la vertu », or, il a été établi que la justice n’était qu’une partie de la vertu, et que nous ne voulions pas de définition énumérative. On ne peut savoir ce qu’est une partie de l’excellence sans savoir ce qu’est l’excellence. Les réalités qui sont utiles font parfois du tort, lorsqu’elles sont utiles, et sont correctement utilisées ; aucun bien n’est un bien si on n’en sait pas l’usage. 
D’après l’argument sur le bon et l’utile, l’excellence est une forme de raison lorsqu’elle est utile.

### L’essence de l’excellence[17]
Lorsque Ménon, sans doute humilié, se dit embarrassé, et il compare Socrate à une raie torpille – un poisson qui se défend en provoquant des électrochocs, il a l’impression d’avoir été ainsi mis par Socrate dans « un état de torpeur », un état de gêne à la fois intellectuelle (âme) et rhétorique (bouche). Ménon semble prendre conscience de son ignorance au sujet de l’excellence. Socrate réplique qu’il est lui-même dans le même embarras. Une recherche authentique semble pouvoir commencer : « je veux bien commencer cet examen avec toi, pour que nous recherchions ensemble ce que peut bien être la vertu. ».

### L’impossibilité de la recherche
Ce que l’homme connaît, il ne le cherche pas parce qu’il le connaît, et sachant cela il n’a nul besoin de le chercher ; mais ce qu’il ne connaît pas, il ne le cherche pas non plus, parce qu’il ne saurait pas ce qu’il doit chercher.
Le paradoxe de Ménon
- Premier aspect du paradoxe : Comment prendre pour objet de recherche quelque chose dont on ne sait pas ce que c’est.
- Deuxième aspect du paradoxe : Selon quel critère identifier, si on la trouvait par hasard, la chose que l’on recherche si on ne la connaît pas.

Ménon doute de la possibilité de cette recherche, il ne sert donc à rien de chercher. Le paradoxe que formule Ménon est une conséquence radicale de ce qu’affirme Socrate : on ne peut connaître quoi que ce soit concernant l’excellence sans connaître ce qu’elle est. Socrate affirme d’ailleurs qu’il ne sait pas ce qu'est la vertu. Mais dans la pratique, les deux ont déjà donné nombre de propositions vraies au sujet de la vertu.
Conclusions du paradoxe

Le deuxième aspect du paradoxe découle du premier.

Socrate reformule : il est impossible de chercher ce qu’on connaît tout comme ce qu’on ne connaît pas. Ce qu’on connaît, on ne le cherche pas, et l’on ne peut savoir ce qu’est cette chose que l’on cherche quand on ne la connaît pas. La formulation socratique met en évidence le dilemme : soit je connais (totalement) un objet, soit je ne le connais pas (du tout). L’argument est réfuté par Socrate.

### L’immortalité de l’âme permet la réminiscence[20]
« Celui qui ignore a en lui-même sur ce qu’il ignore des opinions droites, opinions qui portent sur les choses qu’il ignore. »
Le Ménon est un des dialogues de Platon consacrés à la doctrine de la réminiscence. 
Socrate soumet au jugement de Ménon une déclaration faite par des prêtres et prêtresses attachées à rendre raison des choses auxquelles ils se consacrent - apparemment des choses divines. Ceux-ci déclarent que l’âme est immortelle, qu’elle passe de mort à vivant, mais que jamais elle n'est détruite.
Or, comme l’âme a ainsi vu l’Hadès, « c'est-à-dire toutes les réalités », elle a appris toute chose. Par ce fait, l’âme est capable de se remémorer ces choses dont elle avait justement, du moins dans un temps antérieur, la connaissance. Car toutes les parties de la nature sont apparentées et en se remémorant une seule chose, on se remémore les autres. « Ainsi, le fait de chercher et le fait d'apprendre sont, au total, une réminiscence. » Il faut donc chercher avec zèle et ardeur.
« La totalité du temps, c'est le temps où soit on est un être humain, soit on ne l'est pas. »
L’immortalité de l’âme permet l’existence d’une connaissance prénatale. La connaissance de l’âme est acquise hors incarnation, dans l’Hadès. Socrate défend ainsi l’antériorité de l’existence de l’âme, qui explique la présence d’une connaissance non acquise sur Terre. La « foi » qu’il dit avoir concernerait ainsi l’immortalité de l’âme, qui n’est pas nécessaire pour l’argument : Connaissance est donc remémoration. Par ailleurs, une remémoration permet l’accès à toutes les vérités de l’âme. 
La remémoration ressemble à un effort d’investigation intellectuelle. La connaissance est donc toujours présente totalement, mais est voilée. La présence de la connaissance oriente ainsi la recherche qui est un effort pour faire accéder la connaissance à la conscience. La possession par l’âme de la connaissance rend ainsi possible la recherche.

### Vérification de la réminiscence

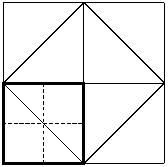
Schéma final. Le carré initial est en bas à gauche.

On appelle un jeune esclave. Socrate pose comme une condition à l’apprentissage de la philosophie, savoir que l’on a en soi et que l’on ne peut pas connaître, que l’on parle grec.
Socrate trace un carré dont il marque les transversales (en gras et pointillé) et demande au jeune esclave de trouver la marche à suivre pour construire un carré dont la surface serait le double de l’original (en gras). Le côté du carré vaut 2. Il a donc une surface de 4, et il faut construire un carré dont l’aire vaut 8. On demande une méthode à l’esclave, qui répond qu’il faut doubler la longueur des côtés.
L’erreur du garçon semble être la première étape, ou le préliminaire, de la réminiscence ; Socrate demande à Ménon d’observer l’esclave en train de se remémorer la suite, « car c'est ainsi qu'on doit se remémorer ». Socrate trace le carré que lui propose l’esclave : il faut se rendre à l’évidence, il est non deux, mais quatre fois plus grand que l’original : l’aire du nouveau carré vaut 4 x 4 = 16, soit le double de 8, la surface recherchée. Le jeune garçon propose alors de construire un carré dont le côté vaut 3. Or ce carré a une aire de 9, ce qui n’est pas non plus le résultat demandé, recherché. L’esclave est désormais dans l’embarras, ce qui rappelle la torpeur de Ménon. Socrate y fait explicitement allusion en utilisant le terme de raie-torpille. Mais selon Socrate, l’esclave a fait beaucoup de chemin : « [...] à présent le voilà qui considère désormais qu'il est dans l’embarras, et tandis qu’il ne sait pas, au moins ne croit-il pas non plus qu’il sait ». Il est maintenant dans une meilleure situation qu’avant, et Ménon en convient. En particulier, cela est profitable parce que jamais on ne cherche ce que l’on croit savoir. 
Socrate trace les diagonales. Il apparaît que le carré construit sur la diagonale du carré initial est le carré recherché. L’esclave le découvre et affirme maintenant que c’est sur cette ligne que l’on construit un carré deux fois plus grand que le premier - ce qu’il ignorait complètement un instant auparavant. 
Conclusion sur la réminiscence
La connaissance se tire de notre propre fonds - sinon l’esclave a soit reçu la connaissance à un moment donné, soit il la possède depuis toujours. Mais pour posséder une connaissance, si la vérité des êtres est depuis toujours dans l’âme, celle-ci doit être immortelle, en sorte que ce que l’on se trouve ne pas savoir maintenant, c’est-à-dire ce dont on ne se souvient pas, c’est avec assurance que l’on doit s’efforcer de le chercher et de se le remémorer. Socrate exprime quelque réserve à son argument – parce qu’il n’y montre en fait que l’antériorité de l’âme et non son immortalité. Et Socrate d’insister sur les conséquences les meilleures selon lui, oubliant le scepticisme pour lui préférer l’ardeur et le zèle dans la recherche, et ce qui vaut le mieux équivaut à l’utile.

#### Opinion vraie et science[26]
Ce qui vaut le mieux équivaut à l’utile. L’opinion vraie et la science sont une même chose, en ceci qu'elles se rejoignent par le raisonnement de causalité, lorsque l’opinion raisonnée est issue de l’argument dont l’affirmation qui cherche à le prouver résulte ; cette affirmation que l'argument cherche à prouver doit être établie par la pensée discursive. L’opinion et la science sont une même chose ; la première en tant que conception que le discours peut ébranler ; la science en tant que conception que le discours ne peut ébranler.

### Sur l’enseignement de l’excellence

#### Arrivée d’Anytos
Encouragé à poursuivre la recherche, Ménon insiste cependant pour que l’on abandonne la recherche de l’essence de l’excellence, et d’en revenir à la question qu’il posait au tout début du dialogue, quant à savoir si la vertu s’acquiert par enseignement ou d’une autre manière. La démarche ne semble pas correcte à Socrate, qui se demande comment savoir quelque chose de la vertu si on ne sait pas ce qu’est la vertu. Et Socrate d’entamer une méthode des hypothèses, nouvelle dans le dialogue. 
La première hypothèse envisagée est que la vertu est science, c’est-à-dire qu’elle est connaissance, savoir. Cette hypothèse peut s’appuyer sur le fait que le savoir guide l’action correcte. Les autres qualités que l’on appelle vertus deviennent au contraire des vices, si elles sont utilisées avec ignorance (par exemple : le courage qui devient témérité). Quant à affirmer que cette hypothèse est juste, et que donc il en découle que la vertu s’enseigne, l’hypothèse est contredite par le constat qu’il n’existe pas de maître d’excellence - Socrate dit ne pas en connaître. Il examine la question avec Anytos, prenant pour point de départ les sophistes, qui prétendent enseigner l’excellence. Anytos critique sévèrement les sophistes, tout en reconnaissant ne pas connaître leur enseignement. Il soutient que ce sont les hommes de bien qui enseignent l’excellence, à quoi Socrate objecte que les grands hommes tenus pour les plus vertueux n’ont pas su transmettre l’excellence à leurs fils, prenant en exemple Thémistocle, dont le fils Cléophante, bon cavalier, ne doit pas son habileté à cheval à son père ; ainsi la descendance d’Aristide, Périclès et Thucydide ; Socrate va même affirmer que l’excellence ne s’enseigne pas, et, irrité, Anytos interrompt son entretien avec Socrate, et se tient dès lors à distance.
Ménon, quant à lui, est dans le doute concernant l’existence de maîtres de l’excellence, doute qui lui-même laisse à penser qu’il n’en existe pas. On aboutit une fois de plus à une aporie et Ménon en vient à douter qu’il existe des hommes vertueux, des hommes d’excellence. Une deuxième hypothèse est envisagée par Socrate. Il n’y a pas que le savoir qui puisse guider l’action bonne, il y a aussi la droite opinion. Et tandis qu’il aura une opinion droite sur les mêmes objets, dont l’autre a une pleine connaissance, il ne sera pas moins bon conducteur que lui, quoiqu’il atteigne le vrai, non par la science mais par conjecture. La droite opinion ne dirige pas moins bien que la science par rapport à la rectitude d'une action. Et voilà ce que nous avons omis d'examiner dans notre recherche sur les propriétés de la vertu, quand nous avons dit que la science seule apprend à bien agir, tandis que la droite opinion produit le même effet. L’opinion vraie n’est donc pas moins utile que la science. Une opinion, même vraie, a moins de valeur qu’un savoir, parce qu’elle est instable et n’est pas rattachée à des raisons solides. L’opinion droite, tant qu’elle existe, est aussi efficace que le savoir. Il se pourrait donc que l’excellence soit une droite opinion : dans ce cas, elle ne provient ni de l’enseignement, ni de la nature, mais plutôt d’une grâce divine, d’une inspiration. L’homme vertueux ne sait pas ce qu’il doit faire, mais il a une opinion correcte, droite par faveur divine ; il est comparable au poète qui énonce des paroles dépassant sa propre compréhension.
Ménon semble convaincu par cette réponse à la question qu’il posait, Socrate exprime quelques réserves : puisqu’on a renoncé à en chercher l’essence, la réponse ne provient pas d’une connaissance de l’excellence, elle repose sur une méthode hypothétique, et elle est donc elle-même hypothétique. 

## Épilogue[32]
Socrate explique pourquoi la science est plus précieuse que l’opinion vraie :
Pour la rectitude de l’opinion, les deux principes sont l’opinion vraie et la connaissance. La droite opinion fuit l’âme humaine si elle ne devient pas connaissance ; les opinions vraies produisent des avantages, mais s’échappent de l’âme de l’homme, et ne valent rien tant qu’on ne les arrête pas en établissant entre elles le lien de la cause à l’effet, c’est-à-dire la réminiscence. Ces opinions ainsi liées deviennent d’abord sciences, demeurent stables, rendues différentes de l’opinion vraie parce qu’enchainées. L’excellence ne s’enseigne qu’à condition d’être raison ; la raison est un bien, mais pas une raison. 
L’opinion vraie et la connaissance sont les principes de la droite opinion.
L’excellence ne vient pas d’une connaissance, sinon elle pourrait s’enseigner ; c’est l’absence d’un savoir et une connaissance sans art de l’enseigner qui est responsable de l’incapacité des gens d’excellence à rendre d’autres pareils à eux. Les gens d’excellence ont été vertueux grâce à leur bonne opinion, non grâce à une connaissance. En politique non plus l’homme ne sait pas ce qu’il doit faire, mais il a une opinion correcte, droite par faveur divine, dépassant sa propre compréhension ; son opinion sera aléatoire.

## Le Tirésias platonicien[34]
Platon dans le Ménon fait du personnage de Tirésias le modèle de l’extralucide aux Enfers qui garde sa haute lucidité aux Enfers par faveur divine pour son excellence qui s’impose comme le ferait un objet réel dans ce monde où tout est ombre.

## Citations
Issue des Élégiaques de Théognis de Mégare :
- « Bois, mange avec ceux qui jouissent d'un grand crédit ;

Tiens-toi auprès d'eux, et tâche de leur plaire ;

Car tu apprendras de bonnes choses avec les bons : mais si tu fréquentes

Les méchants, tu perdras même ce que tu as de raison ». 

- D'un poème inconnu de Théognis de Mégare :

« Si l'on pouvait donner à l'homme l'intelligence,

Alors, ils en retireraient de grandes sommes d'argent,

Ceux qui posséderaient ce secret.

Jamais le fils d'un père vertueux ne deviendrait méchant

En suivant ses sages conseils ; mais toutes les leçons

Ne feront point d'un méchant un honnête homme. »